# Walter Burkert
Walter Burkert (Neuendettelsau, Baviera, 2 de febrero de 1931 - Uster, Suiza, 11 de marzo de 2015) fue un filólogo alemán especializado en el estudio de la religión griega y las religiones mistéricas.

## Biografía
Profesor emérito de cultura clásica de la Universidad de Zúrich (Suiza), también impartió clases en Reino Unido y los Estados Unidos. Fue experto en Filosofía de la religión e intervino en el Círculo Eranos.
En 2000 le fue concedido el Premio Balzan y en 2003 le fue conferido el Sigmund-Freud-Preis für wissenschaftliche Prosa.